# Montfort (Esneux)
Pour les articles homonymes, voir Montfort.
Montfort est un hameau belge de la commune d'Esneux situé dans la province de Liège en Région wallonne.

## Situation
La situation de ce hameau est remarquable. Les maisons de Montfort bordent le sommet d'une falaise de couleur jaune ocre dominant l'Ourthe qui coule un peu plus au sud. Montfort occupe en réalité une crête car au nord du hameau se situe la vallée encaissée de la Haze.
La vue de Montfort depuis le village de Poulseur rend bien compte de la position haut perchée de ce hameau.
Entre la rive droite de l'Ourthe et le hameau de Montfort, la côte appelée Chera de la Gombe est jalonnée d'une cinquantaine de maisons bâties à partir de la première moitié du XXe siècle et de l'école communale de Montfort.

## Histoire
Un ancien "château" existait auparavant sur la crête où est situé Montfort et était déjà cité dans un document datant de 1088. Il a cependant été détruit en 1495 afin de réduire les actes de brigands qui s'y trouvaient,. Des carrières situées au pied de Montfort, elles, existent depuis le XVe siècle. Pendant une grande partie des XIXe et XXe siècles, l'exploitation des carrières de Montfort et de la Gombe desquelles étaient extrait le grès ont continuellement grignoté Montfort dont plusieurs habitations ainsi que les ruines d'un château féodal ont inexorablement basculé dans le vide,.
Aujourd'hui, l'exploitation des carrières étant abandonnée, la nature est en train de reprendre ses droits et le hameau situé au sommet d'un abrupt de 70 m semble retrouver sa quiétude.
En ce qui concerne la carrière de Montfort, le site comprend un ensemble de cinq carrières creusées en enfilade dans le versant de la vallée sur près de 1 500 m de longueur. On y distingue deux excavations noyées appelées « Lac bleu » pour la plus importante et « Lac vert » pour la seconde. Les trois autres sont sèches. Ces carrières bénéficient aujourd’hui du statut de réserve naturelle privée, propriété de la Société coopérative de Montfort. Quant à la carrière de la Gombe, elle est devenue le Centre Liégeois d'Activités Subaquatiques (C.L.A.S), un Centre de plongée en eaux profondes.